# Hopea pedicellata
Espèce
Statut de conservation UICN

 EN A2cd : En danger
Hopea pedicellata est une espèce de plantes du genre Hopea de la famille des Dipterocarpaceae.